# Gangsterkeps

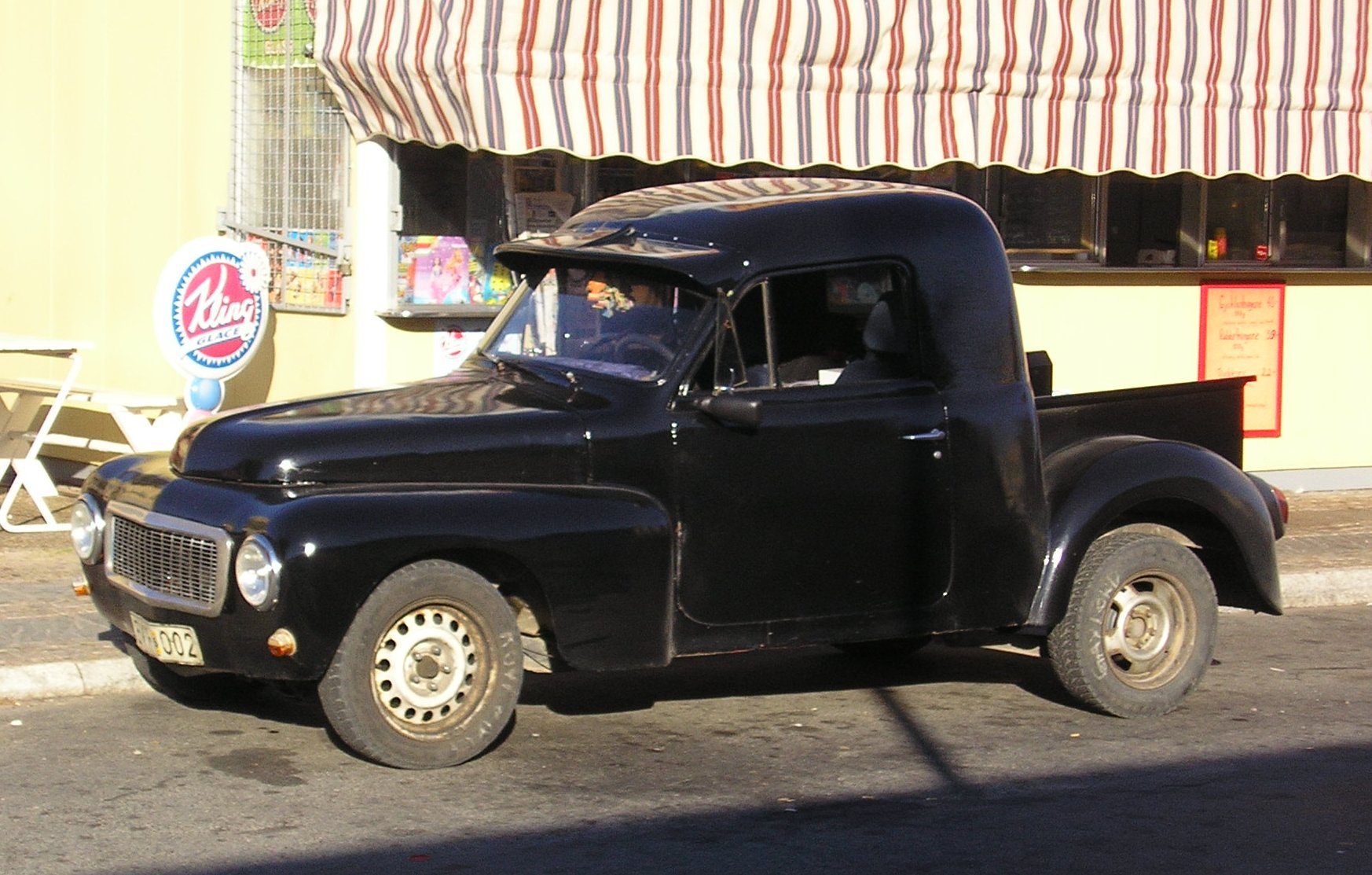
En Volvo Duett i form av en a-traktor med gangsterkeps.

Gangsterkeps, skärm ofta i plexiglas eller glasfiber som monteras ovanför vindrutan på en bil. Ursprungstanken med kepsen är att den ska förhindra att solen bländar föraren, dock fyller den sällan den funktionen utan används endast för designen. Gangsterkepsen återfinns oftast på bilar äldre än årsmodell 1960.